# Impact (miniserie)
Impact es una miniserie estrenada en dos partes en el canal de pago canadiense Super Channel. También se ha emitido en ABC el 21 y 28 de junio de 2009. En España se ha emitido en Cuatroº como una sola película pero dividida en dos episodios.
La miniserie trata sobre una lluvia de meteoros que manda a la luna a una órbita de colisión con la Tierra. 
Está protagonizada por David James Elliott  —Alex Kittner— y Natasha Henstridge —Maddie Rhodes—, escrita por Michael Vickerman y dirigida por Michael Rohl.
La película ha despertado algunas críticas en torno a la falsedad de los datos que se proporcionan en ella.

## Argumento
Durante una lluvia de meteoros, la más espectacular en 10000 años, un asteroide escondido en la lluvia de meteoros golpea la Luna. Fragmentos del asteroide y de la Luna penetran en la atmósfera terrestre y hacen impacto. El daño inicial es mínimo, aunque hay daños físicos en la superficie de la Luna que pueden ser vistos desde la Tierra. Los expertos creen que se ha estabilizado en una órbita más cercana a la Tierra. Pero entonces empiezan a suceder extrañas anomalías en la misma Tierra, incluyendo caída de las líneas de teléfonos móviles, descargas de electricidad estática inusuales y comportamiento extraño de las mareas.

## Reparto
| Actor               | Personaje                |
| ------------------- | ------------------------ |
| David James Elliott | Alex Kittner             |
| Natasha Henstridge  | Maddie Rhodes            |
| Benjamin Sadler     | Roland Emerson           |
| Steven Culp         | Presidente Edward Taylor |
| James Cromwell      | Suegro de Alex           |
| Florentine Lahme    | Martina Altmann          |
| Samantha Ferris     | Renee Ferguson           |

### Localizaciones
- Victoria en Columbia Británica, Canadá — Central Park, Universidad de Victoria, Observatorio Astrofísico Dominion en Saanich, Columbia Británica (Consejo de Investigación Nacional — NRC)
- Berlín, Alemania

## Reacción científica
Con motivo de lo erróneo de los datos que se ofrecen en la película, se ha producido cierta reacción científica hacia ella. Phil Plait, astrónomo que ha trabajado durante diez años en el Telescopio Espacial Hubble, en Bad Astronomy afirma que un meteorito que impacte con la Luna no es algo imposible pero «¿uno que arranque trozos así?», no cree que sea posible que «un asteroide lo suficientemente grande como para hacer eso se escondiera tras otros más pequeños». También aclara algunos término usados de manera errónea en la película; en todo caso no serían meteoros sino «simplemente asteroides», los meteoros son los que penetran en la Tierra y se desintegran en la atmósfera.
Afirma más adelante en su artículo que siguen equivocándose con los términos cuando dicen que lo que golpea a la Luna es una enana marrón, según Phil Plait una enana marrón es «un mega planeta, un objeto demasiado pequeño para ser una estrella pero mucho más masivo que Júpiter. «Un trozo de enana marrón» tiene tanto sentido como decir un trozo de la atmósfera de Saturno,» o sea, por lo que da a entender, ninguno. Además siempre según el autor del artículo, se necesita «MUCHA energía para mover la Luna» y que algo de tal tamaño como para hacerlo «vaporizaría o al menos causaría gran daño» a la Luna y no la dejaría como la vemos ahora, tal y como se muestra en la película.